# Kviteseid
Kviteseid es un municipio de la provincia de Telemark en Noruega. Es parte de la región tradicional de Vest-Telemark. El centro administrativo del municipio es el pueblo de Kviteseid. La parroquia de Hvideseid se estableció como municipio el 1° de enero de 1838. 
Las principales industrias del municipio son la silvicultura, la agricultura, el turismo y la energía hidroeléctrica. El Canal de Telemark pasa por Kviteseid. También hay varias estaciones de esquí en Kviteseid.
Dentro del municipio de Kviteseid, se encuentra el pequeño pueblo de Morgedal, también conocido como la "Cuna del esquí moderno" ("Skisportens vugge") y hogar de Sondre Nordheim, uno de los pioneros de ese deporte. Aquí, la Llama Olímpica se encendió para los Juegos Olímpicos de Invierno de 1952 en Oslo, los Juegos Olímpicos de Invierno de 1960 en Squaw Valley y los Juegos Olímpicos de Invierno de 1994 en Lillehammer (llama finalmente utilizada en los Paralímpicos de invierno de ese año).

## Geografía
El municipio limita con Seljord al noroeste, Nome al este, Drangedal, Nissedal y Fyresdal al sur y Tokke al oeste. El punto más alto es Sveinsheia a 1,141 metros sobre el nivel del mar. La pequeña parroquia de Åsgrend está dentro de los límites de Kviteseid. 

## Escudo de armas
El escudo de armas municipal fue otorgado en 1987. El escudo muestra un viejo candado de color negro sobre un fondo dorado / amarillo. Fue elegido para simbolizar la seguridad.